# دنیل کرنکر

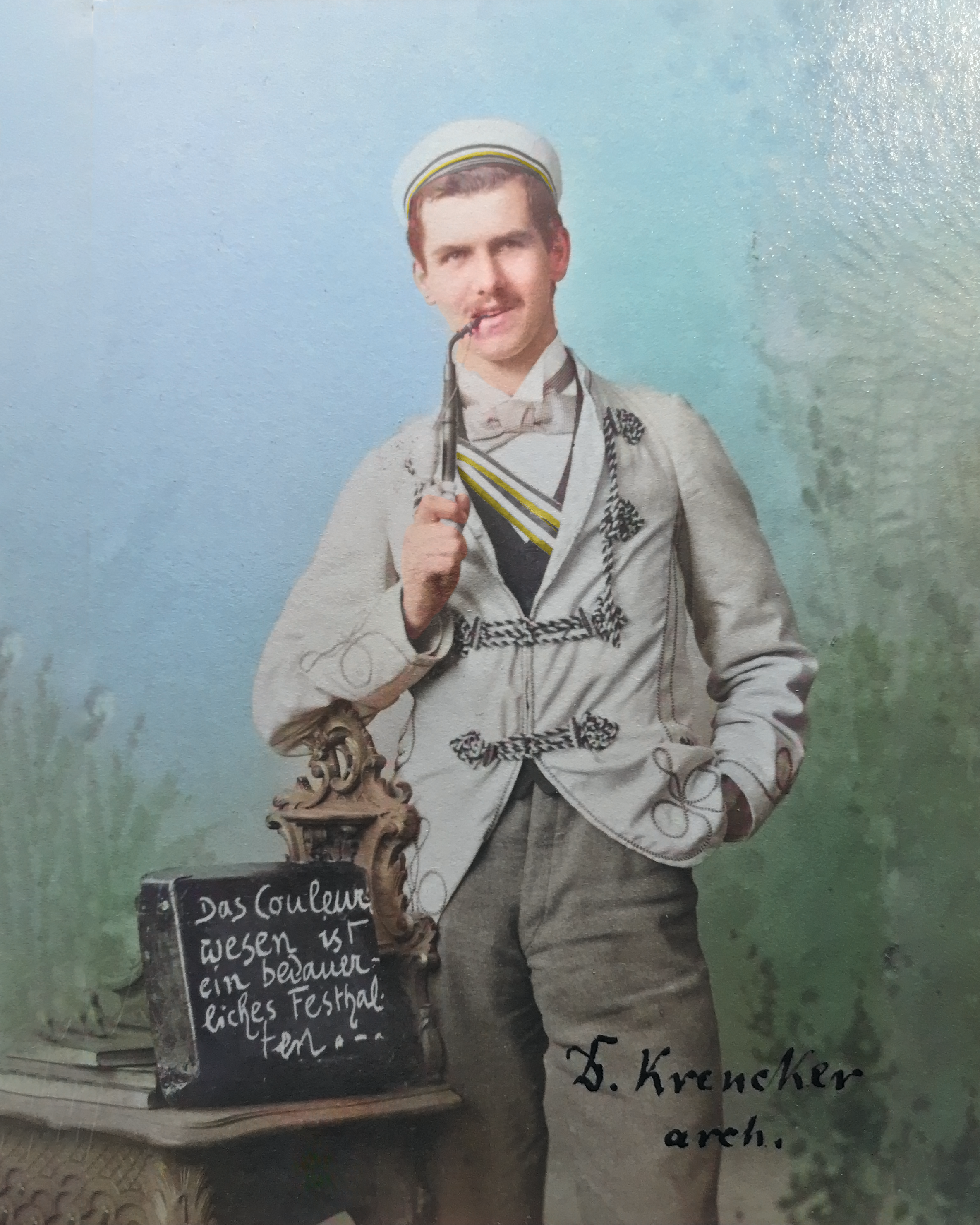
دنیل کرنکر، تاریخِ معماری‌دان اهل آلمان - ۱۸۹۴

دنیل کرنکر (به انگلیسی: Daniel Krencker) (متولد ۱۵ ژوئیه ۱۸۷۴، آندلشِیم؛ درگذشت ۱۰ نوامبر ۱۹۴۱، برلین) تاریخ‌ِ معماری‌دان آلستیانی-آلمانی بود. او به خاطر مطالعاتش در زمینه معماری روم، به ویژه کاوش معابدش در آسیای صغیر و سوریه و استخر سرپوشیده حرارتی، شناخته شده است.
از ۱۸۹۴ تا ۱۸۹۸، او معماری را در دانشگاه فنی در برلین-شارلوتنبورگ آموخت. بعدها، او به عنوان استاد تاریخ معماری در دانشگاه فنی (بین ۱۹۲۲ تا ۱۹۴۱ میلادی) استخدام شد. همزمان، او استاد افتخاری دانشگاه Geschichte der Bau- und Gartenkunst at the agricultural در برلین (۱۹۳۰ تا ۱۹۴۱ میلادی) شد.
تحت رهبری اتو پوشتین و برونو شولز از ۱۹۰۰ تا ۱۹۰۴، او در خرابه‌های روم باستان در بعلبک و پالمیرا به کاوش مشغول گشت. در ۱۹۰۵/۱۹۰۶ او مدیر فنی اعزام به اکسوم در اتیوپی شد. بعدها او کاوش‌شناسی محل خاتوشا، پایتخت هیتی را رهبری کرد.
او در ۱۹۱۲ به عنوان مدیر دانشکده معماری در Quedlinburg منصوب شد و متعاقباً مسئولیت هدایت کاوش حمام‌های شاهنشاهی تری‌یر شد. او بعدها به آسیای صغیر برگشت؛ جایی که او تحقیفات مهمی در مورد معابد آنکارا (معبد آگوستوس و روم) و آیزونی انجام داده بود.در ۱۹۳۹ او آخرین مسافرتش را به سوریه انجام داد و به کاوش درباره آثار تاریخی کلیسای شمعون عمودی پرداخت.

## آثار
- "Boghasköi, die Bauwerke", 1912 (by Otto Puchstein, with assistance from Krencker and Heinrich Kohl – Hattusa, its construction.
- "Ältere Denkmäler Nordabessiniens", 1913 with Theodor von Lüpke (1873–1961) – Ancient monuments of northern Abyssinia.
- "Baalbek 2. Band Ergebnisse der Ausgrabungen und Untersuchungen in den Jahren 1898 bis 1905"; edited by Theodor Wiegand, Daniel Krencker, Theodor von Lüpke and Hermann Winnefeld (1862–1918) with assistance from Otto Puchstein and Bruno Schulz – Baalbek (Volume 2) Results of excavations and investigations in the years 1898-1905.[۱]
- "Der Zeustempel zu Aizanoi : nach den Ausgrabungen von Daniel Krencker und Martin Schede" – The Temple of زئوس at Aizanoi, according to the excavation by Krencker and Martin Schede (1883–1947).
- "Die Trierer Kaiserthermen", 1929 – The Trier Imperial thermal baths.
- "Palmyra : Ergebnisse der Expeditionen von 1902 und 1917", with Theodor Wiegand, 1932 – Palmyra, results of 1902 and 1917 expeditions.
- "Römische Tempel in Syrien : nach Aufnahmen und Untersuchungen von Mitgliedern der Deutschen Baalbekexpedition 1901-1904"; with Otto Puchstein and Bruno Schulz, 1933 – Roman temple in Syria, records and investigations by members of the German "Baalbekexpedition" 1901-1904.
- "Römische Tempel in Syrien", with Willy 1313(1900–1976), 1938.[۲]
- "Der Tempel in Ankara", with Martin Schede and others, 1936 – The temple at آنکارا.[۳]